# دلاله
دلاله (به عربی: خاطب) در زمان قدیم به زنانی گفته می‌شد که واسطه ازدواج بودند، یعنی برای مردان، زن و برای دختران شوهر پیدا می‌کردند.

## فرهنگ فارسی معین
(دَ لَ یا لِ) [ع . دلالة] (ص) زنی که برای مردان زن پیدا می‌کند.
نواده